# Évolution du Collège cardinalice sous le pontificat de Pie XI
Cet article présente les évolutions au sein du Sacré Collège ou collège des cardinaux au cours du pontificat du pape Pie XI, du 2 février 1922 date de l'ouverture du conclave qui l'a élu jusqu'au 1er mars 1939 date de l'ouverture du conclave qui devait élire son successeur.

## Évolution numérique au cours du pontificat
| Date       | Événement                                                                    | Pays | Total |
| ---------- | ---------------------------------------------------------------------------- | ---- | ----- |
| 02/02/1922 | Cardinaux au moment du Conclave de 1922                                      |      | 60    |
| 06/02/1922 | Élection au trône pontifical du cardinal Achille Ratti sous le nom de Pie XI |      | 59    |
| 25/06/1922 | Décès du cardinal Teodoro Valfrè di Bonzo                                    |      | 58    |
| 08/12/1922 | Décès du cardinal José María Martín de Herrera y de la Iglesia               |      | 57    |
| 11/12/1922 | Consistoire : création de 8 cardinaux                                        |      | 65    |
| 04/02/1923 | Décès du cardinal Giuseppe Antonio Ermenegildo Prisco                        |      | 64    |
| 14/02/1923 | Décès du cardinal Bartolomeo Bacilieri                                       |      | 63    |
| 23/05/1923 | Consistoire : création de 2 cardinaux                                        |      | 65    |
| 04/06/1923 | Décès du cardinal Juan Soldevilla y Romero                                   |      | 64    |
| 27/07/1923 | Décès du cardinal Niccolò Marini                                             |      | 63    |
| 10/08/1923 | Décès du cardinal Agostino Richelmy                                          |      | 62    |
| 30/12/1923 | Consistoire : création de 2 cardinaux                                        |      | 64    |
| 24/03/1924 | Consistoire : création de 2 cardinaux                                        |      | 66    |
| 19/11/1924 | Décès du cardinal Michael Logue                                              |      | 65    |
| 30/12/1924 | Décès du cardinal Oreste Giorgi                                              |      | 64    |
| 30/03/1925 | Consistoire : création de 2 cardinaux                                        |      | 66    |
| 18/07/1925 | Décès du cardinal Louis-Nazaire Bégin                                        |      | 65    |
| 14/12/1925 | Consistoire : création de 4 cardinaux                                        |      | 69    |
| 22/01/1926 | Décès du cardinal Désiré-Joseph Mercier                                      |      | 68    |
| 13/02/1926 | Décès du cardinal Edmund Dalbor                                              |      | 67    |
| 14/02/1926 | Décès du cardinal Juan Benlloch y Vivó                                       |      | 66    |
| 27/02/1926 | Décès du cardinal Augusto Silj                                               |      | 65    |
| 28/02/1926 | Décès du cardinal Giovanni Cagliero                                          |      | 64    |
| 21/06/1926 | Consistoire : création de 2 cardinaux                                        |      | 66    |
| 29/09/1926 | Décès du cardinal Stanislas-Arthur-Xavier Touchet                            |      | 65    |
| 20/12/1926 | Consistoire : création de 2 cardinaux                                        |      | 67    |
| 16/02/1927 | Décès du cardinal Vittorio Amedeo Ranuzzi de' Bianchi                        |      | 66    |
| 20/06/1927 | Consistoire : création de 2 cardinaux                                        |      | 68    |
| 11/07/1927 | Décès du cardinal Ottavio Cagiano de Azevedo                                 |      | 67    |
| 25/07/1927 | Décès du cardinal János Czernoch                                             |      | 66    |
| 25/08/1927 | Décès du cardinal Enrique Reig y Casanova                                    |      | 65    |
| 21/09/1927 | Démission du cardinal Louis Billot (†18/12/1931)                             |      | 64    |
| 22/10/1927 | Décès du cardinal Patrick O'Donnell                                          |      | 63    |
| 12/11/1927 | Décès du cardinal Alessandro Lualdi                                          |      | 62    |
| 26/11/1927 | Décès du cardinal Giovanni Bonzano                                           |      | 61    |
| 19/12/1927 | Consistoire : création de 5 cardinaux                                        |      | 66    |
| 30/06/1928 | Décès du cardinal Giovanni Tacci Porcelli                                    |      | 65    |
| 24/10/1928 | Décès du cardinal Gaetano De Lai                                             |      | 64    |
| 07/12/1928 | Décès du cardinal Giuseppe Francica-Nava de Bontifè                          |      | 63    |
| 07/01/1929 | Décès du cardinal Eugenio Tosi                                               |      | 62    |
| 25/02/1929 | Décès du cardinal Antonio Vico                                               |      | 61    |
| 26/03/1929 | Décès du cardinal Aurelio Galli                                              |      | 60    |
| 31/03/1929 | Décès du cardinal Evaristo Lucidi                                            |      | 59    |
| 05/04/1929 | Décès du cardinal Francis Aidan Gasquet                                      |      | 58    |
| 15/07/1929 | Consistoire : création de 1 cardinal                                         |      | 59    |
| 05/08/1929 | Décès du cardinal António Mendes Bello                                       |      | 58    |
| 23/09/1929 | Décès du cardinal Louis-Ernest Dubois                                        |      | 57    |
| 16/12/1929 | Consistoire : création de 6 cardinaux                                        |      | 63    |
| 29/12/1929 | Décès du cardinal Giuseppe Gamba                                             |      | 62    |
| 22/02/1930 | Décès du cardinal Carlo Perosi                                               |      | 61    |
| 26/02/1930 | Décès du cardinal Rafael Merry del Val                                       |      | 60    |
| 18/04/1930 | Décès du cardinal Joaquim Arcoverde de Albuquerque Cavalcanti                |      | 59    |
| 28/05/1930 | Décès du cardinal Louis-Joseph Luçon                                         |      | 58    |
| 30/06/1930 | Consistoire : création de 5 cardinaux                                        |      | 63    |
| 09/07/1930 | Décès du cardinal Vincenzo Vannutelli                                        |      | 62    |
| 23/10/1930 | Décès du cardinal Vicente Casanova y Marzol                                  |      | 61    |
| 07/11/1930 | Décès du cardinal Alfonso Maria Mistrangelo                                  |      | 60    |
| 07/11/1930 | Décès du cardinal Alexis-Armand Charost                                      |      | 59    |
| 17/03/1931 | Décès du cardinal Pietro Maffi                                               |      | 58    |
| 05/05/1931 | Décès du cardinal Basilio Pompilj                                            |      | 57    |
| 31/05/1931 | Décès du cardinal Raymond-Marie Rouleau                                      |      | 56    |
| 14/09/1931 | Décès du cardinal Francesco Ragonesi                                         |      | 55    |
| 21/04/1932 | Décès du cardinal Friedrich Gustav Piffl                                     |      | 54    |
| 30/08/1932 | Décès du cardinal Willem Marinus van Rossum                                  |      | 53    |
| 09/02/1933 | Décès du cardinal Andreas Franz Frühwirth                                    |      | 52    |
| 13/03/1933 | Consistoire : création de 8 cardinaux                                        |      | 60    |
| 08/05/1933 | Décès du cardinal Bonaventura Cerretti                                       |      | 59    |
| 16/09/1933 | Décès du cardinal Raffaele Scapinelli di Leguigno                            |      | 58    |
| 31/03/1934 | Décès du cardinal Franz Ehrle                                                |      | 57    |
| 30/09/1934 | Décès du cardinal Giuseppe Mori                                              |      | 56    |
| 18/11/1934 | Décès du cardinal Pietro Gasparri                                            |      | 55    |
| 01/01/1935 | Décès du cardinal Francis Bourne                                             |      | 54    |
| 14/02/1935 | Décès du cardinal Pierre Paulin Andrieu                                      |      | 53    |
| 05/04/1935 | Décès du cardinal Achille Locatelli                                          |      | 52    |
| 09/07/1935 | Décès du cardinal Pietro La Fontaine                                         |      | 51    |
| 16/12/1935 | Décès du cardinal Michele Lega                                               |      | 50    |
| 16/12/1935 | Consistoire : création de 18 cardinaux                                       |      | 68    |
| 07/02/1936 | Décès du cardinal Luigi Sincero                                              |      | 67    |
| 20/05/1936 | Décès du cardinal Alexis-Henri-Marie Lépicier                                |      | 66    |
| 15/06/1936 | Consistoire : création de 2 cardinaux                                        |      | 68    |
| 15/07/1936 | Décès du cardinal Charles-Henri-Joseph Binet                                 |      | 67    |
| 16/11/1936 | Décès du cardinal Louis-Joseph Maurin                                        |      | 66    |
| 10/08/1937 | Décès du cardinal Eustaquio Ilundáin y Esteban                               |      | 65    |
| 30/08/1937 | Décès du cardinal Gaetano Bisleti                                            |      | 64    |
| 13/12/1937 | Consistoire : création de 5 cardinaux                                        |      | 69    |
| 16/02/1938 | Décès du cardinal Luigi Capotosti                                            |      | 68    |
| 13/03/1938 | Décès du cardinal Carlo Dalmazio Minoretti                                   |      | 67    |
| 13/07/1938 | Décès du cardinal Giulio Serafini                                            |      | 66    |
| 04/09/1938 | Décès du cardinal Patrick Joseph Hayes                                       |      | 65    |
| 06/09/1938 | Décès du cardinal Camillo Laurenti                                           |      | 64    |
| 24/12/1938 | Décès du cardinal Lev Skrbenský z Hříště                                     |      | 63    |
| 30/12/1938 | Décès du cardinal Aleksander Kakowski                                        |      | 62    |
| 10/02/1939 | Décès du pape Pie XI                                                         |      | 62    |